# Výzkumný reaktor LVR-15
Výzkumný reaktor LVR-15 je lehkovodní výzkumný reaktor tankového typu o tepelném výkonu 10 MW. Stejně jako výzkumný reaktor LR-0, je i tento umístěn v jedné z budov Centra výzkumu Řež. Vzhledem k dosahovanému tepelnému výkonu se reaktor LVR-15 vyznačuje na rozdíl od LR-0 nucenou cirkulaci chladicího média uvnitř aktivní zóny. Reaktor slouží jak pro potřeby výzkumu, tak i pro výrobu radiofarmak a radioizotopů, dříve byl také součástí procesu výroby polovodičů pro elektrotechnický průmysl. Dalším výzkumným reaktorem na území České republiky je školní reaktor VR-1 Vrabec, který se nachází v budově laboratoří MFF UK a Fakulty jaderné a fyzikálně inženýrské (FJFI) ČVUT v pražské Troji.

## Historie
Původně se jednalo o výzkumný reaktor VVR-S, který byl roku 1957 prvním spuštěným výzkumným reaktorem v tehdejší ČSR. Ten úspěšně pracoval až do roku 1987, kdy byla za účelem zvýšení výkonu a bezpečnosti provozu provedena rekonstrukce reaktoru VVR-S na nynější LVR-15. Původní využití reaktoru bylo pro výrobu radioizotopů a výzkum v oblasti jaderné fyziky, chemie a biologie. Později se dále používal i pro výzkum v oblasti reaktorové techniky. Palivem byl uran obohacený na 10 % ve formě palivových tablet uspořádaných do proutků tvořící palivově kazety s označením EK-10. Před samotnou rekonstrukcí reaktoru bylo provedeno několik úprav. První z nich byla instalace reaktorové plynové smyčky za účelem výzkumu přestupu tepla do chladicího CO2 v radiačních podmínkách. Dále došlo k úpravě aktivní zóny za účely zvýšení tepelného výkonu z 2 MW na 4 MW nebo zdrsnění povlaku jednotlivých palivových článků, jež vedlo ke zvýšení přestupu tepla. Roku 1964 došlo k instalaci vodní smyčky, která sloužila pro výzkum koroze oceli a její inhibice v radiačním poli reaktoru. Později byla smyčka upravena na vyšší tlaky a využívána k výzkumu koroze materiálů těžkovodních okruhů energetických reaktorů, ke studiu radiolýzy, čištění cirkulace vody aj.
Reaktorové vodní smyčky jsou i dnes jedním z nejvýznamnějších experimentálních zařízení na reaktoru LVR-15. Během provozu reaktoru VVR-S byla také provedena řada změn a vylepšení elektronického a technologického zařízení reaktoru, jež vedly ke zpřesnění měření technologických parametrů reaktoru nebo automatického spuštění a regulace výkonu pomocí detektorů.  V roce 1974 došlo k přechodu na nové palivo typu IRT-M, s čímž byla spojena výměna konstrukčních částí aktivní zóny a částečná rekonstrukce systému ochrany a řízení reaktoru. V průběhu let byly instalovány další experimentální zařízení. Z důvodu nadále nedostačující kapacity pro výzkum a komerční využití bylo přistoupeno k vypracování studie o přestavbě reaktoru VVR-S na lehkovodní výzkumný reaktor LVR-15 (video). Hlavní rekonstrukční prací byla především výměna nádoby reaktoru a vnitřních částí. V průběhu následného zkušebního provozu nového reaktoru LVR-15 došlo ke korozi hlavních cirkulačních čerpadel a kontaminaci primárního okruhu korozními produkty, jež vedla k zastavení provozu na téměř celý rok. Od roku 1995 pracuje reaktor LVR-15 v provozu bez větších odstávek. 
Od zavedení reaktoru LVR-15 do provozu došlo k několika dalším významným úpravám. Jednou z nich byl přechod na méně obohacené palivo, z 80 % na 36 %. V současnosti je používáno osmitrubkové palivo IRT-4M s obohacením 19,75 %. Od roku 2000 bylo u tepelné kolony zprovozněno pracoviště neutronové záchytové terapie sloužící po ozařování pacientů s nádorovým bujením na mozku.

## Konstrukce
- Reaktorová nádoba – je vyrobena z nerezavějící oceli.
- Aktivní zóna – může obsahovat 28 až 34 palivových souborů v závislosti na potřebě momentální kampaně, 12 palivových souborů je zároveň konstrukčně vhodných pro vložení regulačních tyčí.
- Řídicí a regulační orgány – řízení reaktoru je realizováno 12 regulačními tyčemi z karbidu bóru. Konkrétně se jedná o 8 kompenzačních, 3 havarijních a jedné, jež je součástí automatického regulátoru.
- Moderátor reaktoru – u reaktoru tohoto typu se jaké moderátor používá demineralizovaná voda.
- Chladicí médium – demineralizovaná voda zároveň slouží jako chladicí médium a vlivem nucené cirkulace proudí shora dolů, skrz aktivní zónu.
- Palivo reaktoru – jedná se o palivové soubory IRT-4M s obohacením 19,7% U235 trubkového typu. Stejný druh paliva je také používám na školním reaktoru VR-1 Vrabec.
- Reflektor – jeho účelem je vracet unikající neutrony zpět do aktivní zóny. U tohoto reaktoru jsou v závislosti na požadavcích aktuální provozní konfigurace využívány buďto berylliové bloky nebo voda.

## Experimentální smyčky
Výzkum na reaktorových smyčkách je úzce spojen s pozorováním degradačních procesů technických materiálů, především se jedná o korozi, erozi a radiační křehnutí. Jejich konstrukce bývá realizována z uzavřeného vysokotlakého potrubního systému, jenž prochází kanálem v aktivní zóně jaderného reaktoru a geometricky stejným, avšak neaktivním kanálem mimo zónu. Díky této konstrukci lze pozorovat vliv radiace na jednotlivé degradační procesy. Mimo to jsou smyčky dále využívány pro zkoumání fyzikálních a chemických vlastností chladicích médií jaderných reaktorů. Momentálně jsou ve výstavbě následující smyčky.:

### Smyčka SCWL
Jedná se o plánovanou superkritickou vodní smyčku, jež má sloužit k simulaci fyzikálních a chemických parametrů pro superkritický vodní reaktor SCWL IV. generace. Tento reaktor by měl v budoucnu využívat jako chladivo a moderátor právě superkritickou vodu s parametry nad kritickým bodem (374 °C a 22,1 MPa). Zkoumána bude především koroze konstrukčních materiálů v superkritické vodě při současném působení radiace a radiolýza superkritické vody. Smyčka bude dále využívána k vývoji a testování senzorů pro měření elektrochemického potenciálu a k optimalizaci vodního režimu.

### Smyčka HTHL 2
HTHL 2 je chystaná vysokoteplotní heliová experimentální smyčka pro simulaci chemických a fyzikálních vlastností budoucího chladiva pro plynem chlazené jaderné reaktory VHTR IV. generace. Smyčka je určena hlavně pro dlouhodobé testy vzorků budoucích konstrukčních materiálů pro reaktor VHTR a zkoumání technologií kontroly a úpravy čistoty helia.